# Ancylocranium
Genre
Ancylocranium est un genre d'amphisbènes de la famille des Amphisbaenidae.

## Répartition
Les espèces de ce genre se rencontrent en Tanzanie, en Somalie et en Éthiopie.

## Description
Ce sont des reptiles apodes.

## Liste des espèces
Selon The Reptile Database (24 juil. 2011) :
- Ancylocranium barkeri Loveridge, 1946
- Ancylocranium ionidesi Loveridge, 1955
- Ancylocranium somalicum (Scortecci, 1930)

## Publication originale
- Parker, 1942 : The lizards of British Somaliland. Bulletin of the Museum of Comparative Zoology Harvard, vol. 91, n. 1, p. 1–101 (texte intégral).